# Smittoidea pourquoipasi
Smittoidea pourquoipasi is een mosdiertjessoort uit de familie van de Smittinidae. De wetenschappelijke naam van de soort is voor het eerst geldig gepubliceerd in 2004 door d'Hondt & Mascarell.